# 적도 기니의 국가
우리의 거대한 행복의 길을 걷자(스페인어: Caminemos pisando las sendas de nuestra inmensa felicidad)는 적도 기니의 국가로, 아타나시오 동고 미욘느가 작사하였으며, 라미로 산체스 로페스가 작곡하였다. 1968년 독립과 함께 채택되었다.

## 스페인어가사
후렴
Caminemos pisando la senda
De nuestra inmensa felicidad.
En fraternidad, sin separación,
¡Cantemos Libertad!
1절
Tras dos siglos de estar sometidos
Por la dominación colonial,
En fraterna unión, sin discriminar,
¡Cantemos Libertad!
¡Gritemos Viva, Libre Guinea,
Y defendamos nuestra Libertad.
2절
Cantemos siempre, Libre Guinea,
Y conservemos siempre la unidad.
¡Gritemos Viva, Libre Guinea,
Y defendamos nuestra Libertad.
3절
Cantemos siempre, Libre Guinea,
Y conservemos, y conservemos la independencia nacional
Y conservemos, Y conservemos
La independencia nacional.

## 한국어해석
후렴
우리는 길을 걷는다.
우리의 큰 행복을 향하여
차별 없는 형제애 안에서
자유를 노래하리라!
1절
두 세기의 식민 지배 동안
우리는 복종 되어 왔도다!
형제간의 단결로 차별없이
자유를 노래하리라!
함께 외치자! 적도 기니여 만세!
우리의 자유를 지키자!
2절
언제나 자유롭게 적도 기니를 노래하리!
항상 단결을 지킬 것이다!
함께 외치자! 적도 기니여 만세
우리의 자유를 지키자!
3절
언제나 자유롭게 적도 기니를 노래하리!
그리고, 국가의 보존과 독립성을 지키고,
우리가 보존하고 보존하리!
국가의 독립을!